# 密庵咸杰
密庵咸杰（1118年—1186年），俗姓鄭，號密庵，福州福清人，南宋高僧。
密庵的禪門以松源派、破庵派、曹源派三大門流為主力，密庵的禪屬於楊歧派，將楊歧禪推向了頂峰，成為南宋臨濟宗的主流。密庵咸杰禪師是徑山第二十五代住持，有《密庵禪師語錄》傳世。

## 生平
密庵咸杰生於北宋徽宗重和元年。
密庵咸杰自幼頴悟，十七歲時披緇出家，於浙江衢州明果庵參拜應庵曇華禪師（嗣虎丘紹隆禪師）。
密庵咸杰禪師悟道後，應邀先後住持衢州西烏巨山乾明禪院、衢州大中祥符禪寺、建康府蔣山太平興國禪寺、常州無錫華藏禪寺地。
淳熙四年（1177年）奉詔孝宗皇帝敕命，住持臨安府徑山興聖萬壽禪寺，淳熙七年（1180年）奉詔住持臨安靈隱禪寺，淳熙十一年（1184年）住持明州太白山景德禪寺，淳熙十三年（1186年）密庵禪師結跏蚨坐圓寂，世壽69歲，僧臘五十二年。塔全身於寺之中峰。

## 法嗣

### 师承
- 應庵曇華(臨濟宗)。

### 弟子
- 松源崇岳(靈隱寺)。
- 破庵祖先(臥龍寺)。
- 曹源道生(薦福寺)。[1]

## 法著
- 《全宋詩》輯詩二卷 。
- 密庵咸杰為南宋初期禪門巨匠，有《密庵禪師語錄》收入《續藏經》。《密庵禪師塔銘》、《古尊宿語要》、《續傳燈錄卷》、《釋氏稽古略卷》、《佛祖歷代通載》、《明高僧傳》等史籍傳。

## 真蹟
密庵咸杰禪師於淳熙六年(1179)在徑山寺不動軒居處寫就《法語·示璋禪人》，咸杰禪師贈給隨侍的璋禪人之警示法語，為紋綾絹本，長112釐米，寬27.5釐米，行書體版，現存密庵咸杰墨跡，珍藏於日本京都大德寺塔頭龍光院，是日本的國寶。

## 外部連結
- 南宋福清籍高僧密庵对日本文化的影响（页面存档备份，存于）
- 密庵禅师语录
- 天童咸杰禅师在天童昙华禅师门下开悟